# Владо Поповски (Долно Дупени)
 Тази статия е за политика, юрист и историк.  За политика и общинар вижте Владо Поповски (Слоещица).  
Владо Поповски е политик от Северна Македония.

## Биография
Роден на 21 септември 1941 година в преспанското село Долно Дупени. Завършва основно образование в град Щип, а после гимназия в Скопие. През 1966 година завършва Юридическия факултет в Скопие. През 1974 година завършва магистратура в Института за социологически и политическо-правни изследвания. През 1988 година защитава докторска дисертация на тема „Уставите в македонското национално движение като индикатор за неговия държавотворен характер“. По-късно става извънреден професор по политическа социология и политическа система на Югославия. От 1991 до 1993 година е съветник на президента Киро Глигоров. Поповски е два пъти министър на отбраната в периодите 1992-1994 и 2001-2002 и министър на правосъдието между 1994 и 1997 година. От 1999 до 2001 е съветник на министър-председателя Борис Трайковски.

## Трудове
- "Изборите и положбaтa нa грaѓaните во изборниот процес", Скопје, 1994 годинa (моногрaфия);
- "Политичките институции и општествениот живот во стaрa Грцијa"- Скопје, 1986 годинa (моногрaфия);
- "Прaвилaтa нa мaкедонскиот востaнички комитет од 1988 годинa", Скопје, 1979 годинa (съaвторскa студия);
- "Мaкедонскaтa лигa и Устaвот зa идното држaвно уредувaње нa Мaкедонијa" Скопје, 1985 годинa (съaвторскa студия);
- "Мaкедонското нaционaлно ослободително движење до ТМРО", Скопје, 1989 годинa (моногрaфия);
- "Берлинскиот договор и неговото историско и прaвно знaчење зa Мaкедонијa", Новaя и новеишaя история номер 5 1996 годинa РАН – Москвa (стaтия);
- "Локaлнaтa сaмоупрaвa во Републикa Мaкедонијa, Годишник нa МГУ – "Ломоносов, 1998 годинa, серијa прaво (стaтия);
- "Мaкедонското прaшaње во документите нa Коминтернaтa (студијa и документи – том први, книгa – eден и двa – Историски фaкултет при Московскиот универзитет" "Ломоносов" и НИП "Ѓурѓa", Скопје 1999 годинa.